# Agrostis rudis
Agrostis rudis är en gräsart som beskrevs av Johann Jakob Roemer och Schult.. Agrostis rudis ingår i släktet ven, och familjen gräs. Inga underarter finns listade i Catalogue of Life.